# Amīr Aşlān
Amīr Aşlān (persiska: امير اصلان, Amīr Aslān, امير اسلان) är en ort i Iran.   Den ligger i provinsen Kurdistan, i den nordvästra delen av landet, 300 km väster om huvudstaden Teheran. Amīr Aşlān ligger 1 703 meter över havet och antalet invånare är 139.
Terrängen runt Amīr Aşlān är kuperad åt nordväst, men åt sydost är den platt. Amīr Aşlān ligger nere i en dal. Runt Amīr Aşlān är det ganska glesbefolkat, med 23 invånare per kvadratkilometer. Närmaste större samhälle är Chālāb, 8,1 km öster om Amīr Aşlān. Trakten runt Amīr Aşlān består i huvudsak av gräsmarker.